# Moussey (Vosges)
Moussey é uma comuna francesa na região administrativa de Grande Leste, no departamento de Vosges. Estende-se por uma área de 29,2 km². Em 2010 a comuna tinha 595 habitantes (densidade: 20,4 hab./km²).